# Bill Richardson (futbolista)
William «Bill» Richardson (Great Bridge, Inglaterra, Reino Unido, 14 de febrero de 1908 - West Bromwich, Inglaterra, Reino Unido, agosto de 1985) fue un futbolista británico que se desempeñaba en la posición de central. Su carrera futbolística se desarrolló entre los años 1926 y 1941.

## Biografía
Richardson nació en la localidad de Great Bridge, situada en los Midlands del Oeste. En su infancia, se formó como futbolista en los diferentes equipos de Greets Green, un área residencial de la ciudad de West Bromwich. Se convirtió en profesional en agosto de 1926, cuando firmó con el West Bromwich Albion. Su debut se produjo en un partido de la Second Division contra el Middlesbrough en diciembre de 1928. En la temporada 1930-31 ayudó a su club a conseguir el ascenso a la First Division y disputó la final de la FA Cup, en la que el Albion se impuso al Birmingham City por dos tantos a uno. Asimismo, Richardson disputó la final de 1935, pero solo pudo hacerse con la medalla de subcampeón, ya que el West Bromwich cayó derrotado por 4-2 frente al Sheffield Wednesday. Tras un total de 352 encuentros con el West Bromwich Albion, fichó por el Swindon Town en mayo de 1937, después de que el club abonase doscientas libras esterlinas. En septiembre de 1939 llegó libre al Dudley Town y en agosto del año siguiente fichó por el Vono Sports. Richardson concluyó su carrera profesional en junio de 1941.
Falleció en agosto de 1985, a los 77 años de edad.

### Trayectoria
| Club                       | País       | Temporadas | Partidos | Goles |
| -------------------------- | ---------- | ---------- | -------- | ----- |
| West Bromwich Albion F. C. | Inglaterra | 1926-1937  | 319      | 1     |
| Swindon Town F. C.         | Inglaterra | 1937-1939  | —        | —     |
| Dudley Town F. C.          | Inglaterra | 1939-1940  | —        | —     |
| Vono Sports                | Inglaterra | 1940-1941  | —        | —     |